# Numata (Hokkaidō)
Numata (沼田町?) è una cittadina giapponese della prefettura di Hokkaidō.